# Hiromi Hara
Hiromi Hara (japonsko 原 博実), japonski nogometaš in trener, 19. oktober 1958.
Za japonsko reprezentanco je odigral 75 uradnih tekem.